# Estoński Komitet Olimpijski

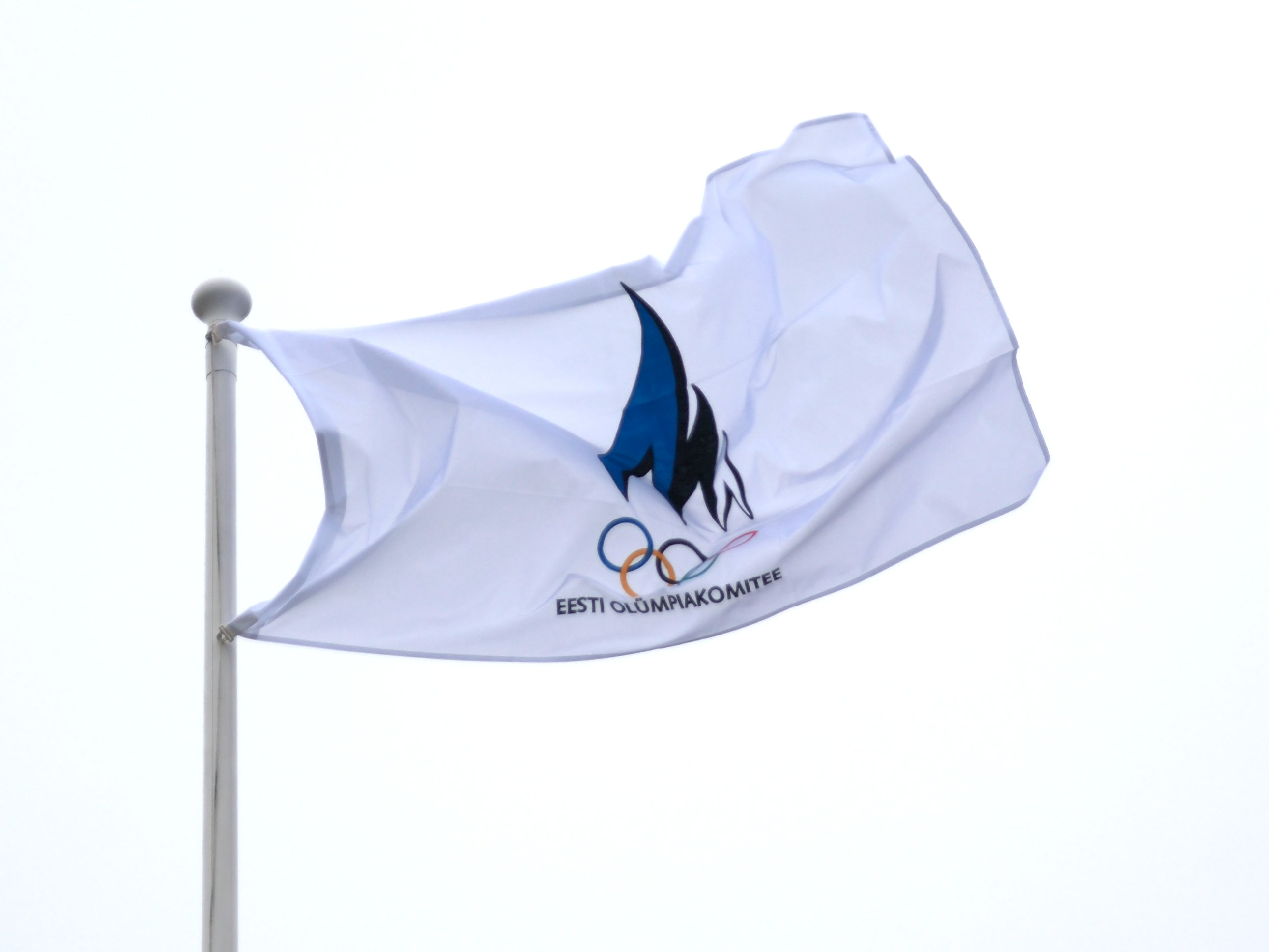
Flaga z logo Estońskiego Komitetu Olimpijskiego

Estoński Komitet Olimpijski (est. Eesti Olümpiakomitee, EOK) — organizacja sportowa koordynująca estońskie organizacje i federacje sportowe, funkcjonująca jako Estoński Narodowy Komitet Olimpijski i Estoński Narodowy Komitet Paraolimpijski.

## Historia
Estońska Federacja Sportowa (est. Eesti Spordi Liit) zdecydowała o założeniu Estońskiego Komitetu Olimpijskiego na Pierwszym Estońskim Kongresie Sportowym (est. Eesti I Spordikongress) 30 listopada 1919 roku, tj. półtora roku po ogłoszeniu przez Estonię niepodległości. Mimo takiej decyzji Federacji i startu reprezentacji Estonii na VII Letnich Igrzyskach Olimpijskich w Antwerpii w 1920 roku (jako pierwsze państwo powstałe po rozpadzie Imperium Rosyjskiego), Komitet oficjalnie został założony 8 grudnia 1923 roku. Komitet stał się członkiem Międzynarodowego Komitetu Olimpijskiego w 1924 roku, a pierwszym estońskim delegatem przy MKOl był dr Karl Friedrich Akel. Reprezentacja niepodległej Estonii startowała na igrzyskach do 1936 roku. Po inwazji ZSRR w 1940 roku Estończycy startowali w ramach reprezentacji Związku Radzieckiego. 
Niezależny komitet narodowy został przywrócony 14 stycznia 1989 roku rezolucją Estońskiego Kongresu Sportowego, zgodnie z którą: "przywraca się funkcjonowanie Estońskiego Komitetu Olimpijskiego założonego w 1923 roku". Idea kontynuacji działalności Komitetu, który nie działał de facto przez 50 lat, choć de iure nigdy nie został zlikwidowany. 20 sierpnia 1991 Estonia stała się niepodległym państwem, a Komitet wrócił do MKOl-u 11 listopada 1991 roku, podczas konferencji w Berlinie.
Estonia i Estoński Komitet Olimpijski były organizatorami:
- I Igrzysk Bałtyckich w Tallinnie w 1993 roku